# 1975 في ألمانيا
فيما يلي قوائم الأحداث التي وقعت خلال عام 1975 في ألمانيا.

## سياسة

### تعيين في المنصب
- 1 يناير – فرانتس مونتيفيرينغ عضو في البوندستاغ الألماني.

### انتهاء فترة المنصب
- 1 يناير – مارتن بانغيه مان الأمين العام للحزب الديمقراطي الحر ‏.

## رياضة
- 3 أغسطس – جائزة ألمانيا الكبرى 1975 الفائز كارلوس ريوتيمان.

## ظهور
- 1 يناير – بوني إم

## أفلام
من الأفلام التي صدرت هذه السنة في ألمانيا:
- 1 يناير – باري ليندون من إخراج ستانلي كوبريك.

## مواليد

### يناير
- 1 يناير – أليكس شولتس كاتب ومؤلف ألماني.
- 1 يناير – كريستوف باش ممثل ألماني.
- 1 يناير – ماركوس برول كاتب ألماني.
- 15 يناير – كريستيان سويدر درّاجة طريق نمساوية.
- 23 يناير – توماس برداريتش
- 29 يناير – هندريك دريكمان لاعب كرة مضرب ألماني.

### فبراير
- 3 فبراير – ماركوس شولز موسيقي ألماني.
- 10 فبراير – سكوت إلرود ممثل أمريكي.
- 15 فبراير – ينز كنيبشيلد لاعب كرة مضرب ألماني.

### مارس
- 4 مارس – باتريك فيميرلينج لاعب كرة سلة ألماني.
- 31 مارس – أليسكاندر وسكي لاعب كرة مضرب ألماني.

### أبريل
- 7 أبريل – تورستن ليبيناث
- 13 أبريل – لو بيجا مغني ألماني.

### مايو
- 21 مايو – لارس ريهمان لاعب كرة مضرب ألماني.
- 29 مايو – دانيال توش

### يونيو
- 9 يونيو – أوتو أدو لاعب كرة قدم غاني.
- 22 يونيو – أندرياس كلودن درّاج طريق ألماني.
- 30 يونيو – رالف شوماخر سائق فورمولا 1 ألماني.

### يوليو
- 6 يوليو – فلاديمير فاسيلي لاعب كرة قدم كرواتي.
- 7 يوليو – نينا هوس ممثلة ألمانية.
- 15 يوليو – سعيد بحجي

### أغسطس
- 3 أغسطس – فيليكس بريش حكم كرة قدم ألماني.
- 10 أغسطس – إلهان مانسيز لاعب كرة قدم تركي.
- 30 أغسطس – كريستوف ماير سياسي ألماني.

### أكتوبر
- 18 أكتوبر – دينيس كوسبيرت رابر ألماني.
- 29 أكتوبر – فرانك باومان لاعب كرة قدم ألماني.

### نوفمبر
- 1 نوفمبر – سابين إليربروك
- 19 نوفمبر – باستيان راينهارت لاعب كرة قدم ألماني.

### ديسمبر
- 6 ديسمبر – لارس بورغسمولر لاعب كرة مضرب ألماني.
- 23 ديسمبر – روبرت برتكو دراج ألماني.

## وفيات

### يناير
- 7 يناير – أوغست كراكاو (مواليد 1894)
- 22 يناير – ارنست شميت (مواليد 1892) فيزيائي ألماني.

### فبراير
- 22 فبراير – أوسكار بيرون (مواليد 1880) رياضياتي ألماني.
- 23 فبراير – سيغموند هارينغر (مواليد 1908) لاعب كرة قدم ألماني.

### مارس
- 6 مارس – جورج برينكمان (مواليد 1898) سياسي ألماني.

### يونيو
- 8 يونيو – يوهانس كرامر (مواليد 1905) فيزيائي ألماني.
- 14 يونيو – إلزه كورن (مواليد 1907) كاتبة ألمانية.

### سبتمبر
- 6 سبتمبر – أدولف فيرنر (مواليد 1886) لاعب كرة قدم ألماني.
- 24 سبتمبر – إليزابيت كاستونير (مواليد 1894) كاتبة ألمانية.
- 25 سبتمبر – هاينز مولر (مواليد 1924) درّاج طريق ألماني.

### أكتوبر
- 30 أكتوبر – غوستاف هرتس (مواليد 1887) فيزيائي ألماني.

### نوفمبر
- 6 نوفمبر – إرنست هانفستاينجل (مواليد 1887)
- 19 نوفمبر – رودولف كيناو (مواليد 1887) كاتب ألماني.
- 20 نوفمبر – ماتيلد كارمن هيرتز (مواليد 1891) أحيائية ألمانية.
- 30 نوفمبر – فريدريش ماير (مواليد 1910) سياسي ألماني.

### ديسمبر
- 4 ديسمبر – حنة آرنت (مواليد 1906)
- 30 ديسمبر – هيرمان بول مولر (مواليد 1909)